# یوسمیتی ولی (کالیفرنیا)
یوسمیتی ولی (به انگلیسی: Yosemite Valley) یک منطقهٔ مسکونی در ایالات متحده آمریکا است که در شهرستان ماریپوزا، کالیفرنیا واقع شده‌است. یوسمیتی ولی ۵٫۴۹۲ کیلومتر مربع مساحت و ۱٬۰۳۵ نفر جمعیت دارد.